# ساره جيرونيمو
ساره جيرونيمو. (25 يوليو1988) مغنية وممثلة وشخصية تلفزيونية فلبينية ولدت ونشأت في سانتا كروز بالمنطقة الشمالية لمانيلا، بدأت جيرونيمو مسارها المهني بعمر 14 سنة بعد فوزها في البرنامج الغنائي «نجم لليلة -Star for a night»  وقّعت بعدها مع شركة الإنتاج الموسيقي «تسجيلات فيفا» بأول ألبوم لها بعنوان «نجمة بوب: الحلم صار حقيقة» (Popstar:A Dream Come True) سنة 2003، لتدخل بعدها مباشرة ضمن لائحة البلاتينيوم  (لائحة أكثر الألبومات مبيعاً)، كانت موسيقاها عامة تَمتاز بإقاعات البوب لحين إصدار ألبومها العاشر تعابير(Expressions) سنة 2013، أضافت حينها إيقاع إر-بي للونها الموسيقي، متبعة بذلك نمط التهجين، بذلك حصلت على جائزة «ألبوم العام» لعامين على التوالي لألبومها (Perfectly Imperfect) سنة 2014 و (The Great Unknown) سنة 2015 الذي جاء في المرتبة الثانية مباشرة بعد ألبوم أديل25 كترتيب تسجيلات في الفليبين. مشاركاتها الغنائية والتلفزية جعلتها من أكبر مشاهير الفلبين.

## السيرة الذاتية
سارة آشر توا جيرونيمو ابنة دلفين جيرونيمو موظف متقاعد من شركة اتصالات في الفلبين (PLDT)، وديفينا توا جيرونيمو، (تدير صالون تجميل منزلي) في سانتا كروز، مانيلا، تعتبر سارة الثالثة من بين أربعة أطفال. شجعتها والدتها للغناء منذ سن الرابعة وشاركت في عدة مسابقات مواهب للأطفال. بالإضافة لظهورها في فيلم «سارة: الأميرة الصغيرة» سنة 1995 

## سنوات عمرها المبكرة
كان أول ظهور لساره هيرونيمو على خشبة المسرح في أداء عرض مول في سن سنتين من عمرها. حيث ادت أغنية «باسكو نا نامان» "Pasko Na Naman" مع بينكى ماركيز وريتشارد رينوسو. وكانت جزءا من عرض الأطفال، بين بين دي سارابين Pen-pen de Sarapen,)، في الفترة ما بين 1992 وحتى عام 1994، تلفزيون آنغ  من عام 1995 حتى عام 1996، وفيما بعد  من عام 1996 حتى عام 1997. وكانت هيرونيمو أيضا واحدة من الفنانات في عام 1995 وذلك أثناء زيارة البابا يوحنا بولس الثاني.
و في سن ال 14، فازت هيرونيمو بالجائزة الكبرى كنجمة ليلة Star For A Night، والذي استضافته ريجين فيلاسكيز في 1 مارس، 2003 مع صدور أغانيها «لكى أحبك أكثر»"To Love You More" و«للأم مع الحب» "To Mother with Love".. ولقد فازت بمليون بى 1 وعقد إداري في وكالة فيفا الفنية Viva Artist Agency.

## مشوارها التليفزيوني
أصبحت ساره في 2003 دعامة أساسية في عرض منوعات جى ام ايه اس نوون تايم GMA'S Noon Time Variety Show SOP
بينما لا يزال عقدها مع تسجيلات فيفا سارياً، وقعت سارة عقدا مع الشبكة الأخبارية 
 ABS-CBN في 2004، حيث كان ذلك أول مشروع بطولة لها في مسلسل درامي بعنوان سارة، الأميرة المراهقة (Sarah, The Teen Princess).
 كما أنها قامت بتقديم العرض الموسيقي حفلة عصر الأحد لكل النجومالمعروفة اختصاراً بASAP منذ 2004 إلى الآن  وفي 2005، غنت جيرونيمو مقدمة الفيلم السينمائي، هل يمكن أن يكون هذا حب
(Can This Be Love). وأصبحت أيضا جزءا من الموسم الرابع من البرنامج الأسبوعي المخصص لمن هم في سن المراهقة،SCQ Reload, Kilig Ako .  وبحلول صيف عام 2005، اجتمعت ساره مع رفقائها بجولة Pinoy Idols في الولايات المتحدة : عودة الابطال Return Of The Champions، والتي عرضت في مدن مختارة في الولايات المتحدة لمدة شهرين.
وفي 2006، أطلت ساره في بداية مسلسل نجم بلا بريق( Star without a Sparkle) على شبكة 
 ABS-CBN، في دور مطربة صاعدة تحت اسم دورينا بانيداDorina Pineda. كما أنها سجلت الموسيقى التصويرية للمسلسل. في يوليو 2006 قامت بتسجيل ألبومها الثالث صيرورة (becoming) كما أدت نشيد الأرض المختارة وقامت بدور رائد على شبكة ABS-CBN في فترات الذروة الدرامية جنبا إلى جنب مع ماجا سلفادور، ريكا بيرلاجو، ونيكي جيل. باعتبارهن «أخوات الجوهرة» "The Jewel Sisters".

## مشوارها السينمائي
وفي يوم 30 يوليو 2008، ظهرت ساره لأول مرة كنجمة في السينما وأفلام فيفا مع الممثل الفلبيني جون لويد كروز في فيلم بعنوان حالة حب خاصة جدا A Very Special Love. كما أنها سجلت كأغنية شارة للفيلم والتي أعيدت صياغتها  وفي شباط / فبراير 2009، ظهرت جيرونيمو فيلمها التالي مع جون لويد كروز، غيرت حياتي (الجزء الثاني لفيلم حالة حب خاصة جدا)، وذلك بعد نجاح الجزء الأول. وحصل الفيلم على مجموع ايرادات تبلغ 240.44 مليون.

## مشوارها الموسيقى
وفي أيلول / سبتمبر 2003، صدر ألبوم هيرونيمو الأول بعنوان Popstar: A Dream Come True كما أنها أحيت أول حفل موسيقي منفرد لها في متحف الموسيقى في نفس العام. ضم الألبوم بعض الأغاني الفردية مثل "للأبد ليس كافيا" Forever's Not Enough",، "لكى أحبك أكثر""To Love You More" وكذلك "سا ليو""Sa Iyo.  أما في نوفمبر 2004، صدر ألبوم هيرونيمو الثاني بعنوان الستة عشر الحلوة Sweet Sixteen، مع "كيف يمكنك أن تقول لي أنك تحبنى ""How Could You Say You Love Me" باعتبارها أول أغنية منفردة. حيث نظمت ساره، جنبا إلى جنب مع غيرها من النجوم الباحثين عن النجومية مثل راشيل آن جوRachelle Ann Go، و شيرين ريجيس Sheryn Regis حفلة ليلة الأبطال Night of the Champions في ارانيتا كوليسيوم Araneta Coliseum، كما أنهم قاموا أيضا بجولة في الولايات المتحدة. كما أنها لعبت في فيلم الخيال، '. Lastikman of VIVA Films كما احيت سارة حفلا منفردا، «الجانب الآخر»"The Other Side" في آرانيتا كوليسيوم. كما أصدرت تسجيلات فيفا ألبوم دى في دى لايف للجولة التي تم تصويرها في آرانيتا كوليسيوم تحت اسم «الطرف الآخر: ألبوم لايف»"The Other Side: Live Album", وحققت البلاتين.
ولقد أنتجت أول ألبوم لها في هوليوود وثالث ألبوم في استوديو بعنوان "التحول" "Becoming" في آب / أغسطس 2006، ووصل البلاتين. حيث حوى الألبوم ثلاثة أغاني منفردة: "وما زلت أحبك" "I Still Believe In Loving You"، "وقر حبي" "Carry My Love" و"لينجاتان كو آنغ باجيبيج مو"."
Iingatan Ko Ang Pag-ibig Mo".[  وواصلت هيرونيمو أدائها على الصعيد العالمي كما أنها نظمت حفلات موسيقية في تايوان، وكندا، وألاسكا، ودبي. كما أنها أحيت " جولة الولايات المتحدة الجانب الآخر""The Other Side US Tour" في سان دييغو، هانفورد، ولوس انجليس وسان فرانسيسكو وشيكاغو، وهونولولو، ماوي، واشنطن العاصمة واتلانتيك سيتي. وفي 18 نوفمبر 2006، تم اختيارها من قبل ماني باكياو لغناء النشيد الوطني الفلبينى نشيد الفلبين الوطني قبل مباراته ضد واريك موراليس المكسيكى في مركز توماس وماك في لاس فيغاس.
ولقد نظمت حفلها المنفرد الرئيسي الثاني في يوم 14 يوليو، 2007 في آرانيتا كوليسيوم تحت عنوان رقصة سارة هيرونيمو Sarah Geronimo In Motion.  كما اختتمت رقصة ساره هيرونيمو بجولة الولايات المتحدة في شهرى آب / أغسطس وسبتمبر2007 الماضيين. بعد وقت قصير من انطلاق حفلها المنفرد الرئيسى الثاني، اصدرت البومها الرابع بعنوان رحلة الطيران Taking Flight التي حقق البلاتين. واشتمل البومها رحلة الطيران على أغاني منفردة مثل «سأكون على ما يرام» "I'll Be Alright" و«ايكاو»"Ikaw".
وبحلول أوائل عام 2008، اجتمعت ساره مرة أخرى مع إريك سانتوس Erik Santos، وراشيل آن جو Rachelle Ann Go وكريستين باوتيستا Christian Bautista في حفل عيد الحب في آرانيتا كوليسيوم، تحت عنوان دعنا نحيا من أجل الحب "OL4LUV". وأصدرت هيرونيمو ألبوم الرقصة  دي في دي In Motion DVD، الذي تم تصويره في آرانيتا كوليسيوم، في 27 فبراير، 2008. حيث حقق البلاتين في نهاية المطاف. وقبل إصدار ألبومها الخامس، سجلت أغنيتها «سأكون هنا» "I'll Be Here" باعتبارها الأغنية الرابعة والأخيرة من ألبوم رحلة الطيران. حيث اشتركت مع هووى دوورو عضو فريق باك ستريت بويز، في أغنية «سأكون هناك» التي أنتجها كريستيان دى والدن Christian de Walden والدن والتي سوف تدرج في ألبومها القادم أنا فقط Just Me.  وفي نوفمبر 2008، أقامت حفلها المنفرد الرئيسي الثالث في آرانيتا كوليسيوم بعنوان التالى The Next One. وتم إعادة إصدار ألبومها الخامس أنا فقط Just Me، بإضافة أغنية غيرت حياتيYou Changed My Life.
وفي منتصف 2009s، ذاع شهرة ساره. كما سجلت أغنية Sunsilk، "الموجة" "Record Breaker. واصدرت اغنيتها المنفردة الثالثة "Dahil Minahal Mo Ako" من ألبوم، أنافقط. حيث سيطرت على الترشيحات وعلى شاشات التلفزيون. وفي 5 أغسطس 2009 غنت أغنية فيرنا ليزا "Magkaisa" في ذكرى دفن الرئيسة السابقة كورازون اكينوCorazon Aquino.
كما أدت ساره هيرونيمو أغنية فيلم «في حياتي» "In My Life" بعنوان شيء جديد في حياتي Something New In My Life  بطولة جون لويد كروز John Lloyd Cruz، لويس مانزانو Luis Manzano وفيلما سانتوس Vilma Santos وأصبحت الأغنية الوحيدة لألبوم ساره البسيط «في حياتي» "In My Life"
وفي 7 نوفمبر 2009، سوف تعود إلى آرانيتا كوليسيوم لإقامة حفلها الرابع الرئيسي بعنوان "Record Breaker"
كما ستصدر هيرونيمو أول ألبوم منفرد عن عيد الميلاد بعنوان فتاتك في عيد الميلاد Your Christmas Girl في تشرين الأول / أكتوبر 2009. ومع نهاية تشرين الأول / أكتوبر 2009، سوف سارة أيضا تنتج ألبومها السادس بعنوان «سارة هيرونيمو: الموسيقى وأنا»"Sarah Geronimo: Music and Me".

## ديسكوجرافي قائمة الألبومات

### البوم ستوديو سولو
| سنة     | العنوان                                  | سجل تسمية  | الشهادات            |
| 2003    | * Popstar: A Dream Come True             | وثائق فيفا | (7x) شهاات البلاتين |
| (2004). | * الستة عشر حلوة*Sweet Sixteen           | وثائق فيفا | 3x شهادات البلاتين  |
| 2006.   | *** التحول ***Becoming                   | وثائق فيفا | الشهادات البلاتينية |
| 2007    | * رحلة الطيران*Taking Flight             | وثائق فيفا | 2x شهادات البلاتين  |
| 2008    | *** أنا فقط***Just Me                    | وثائق فيفا | الشهادات البلاتينية |
| 2009    | فتاتك في عيد الميلاد Your Christmas Girl | وثائق فيفا | سيصدر قريبا         |
| 2009    | الموسيقى وأنا Music and Me               | وثائق فيفا | سيصدر قريبا         |

### ألبومات مجمعة والموسيقى التصويرية
| عام     | الاسم                                                                | سجل تسمية              | الشهادات    |
| 2003    | نجمة ليلة Star For A Night                                           | وثائق فيفا             | 2x البلاتين |
| (2004). | ليلة للابطال Night of the Champions                                  | وثائق فيفا             | البلاتين    |
| (2004). | آني بى الموسيقى التصويرية Annie B. Soundtrack                        | وثائق فيفا             | الذهب       |
| (2004). | الموسيقى التصويرية لLastikman Lastikman Soundtrack                   | وثائق فيفا             | الذهب       |
| 2005    | هل يمكن أن يكون هذاحب الموسيقى التصويرية Can this be Love Soundtrack | وثائق ستار ووثائق فيفا | الذهب       |
| 2005    | البحث عن نجمة في المليون                                             | وثائق ستار ووثائق فيفا | البلاتين    |
| 2005    | The Other Side: Live Album                                           | فيفا الوثائق           | البلاتين    |
| 2005    | آنج بانغو نغ باسكو Ang Bango ng Pasko                                | وثائق فيفا             | البلاتين    |
| 2006.   | Bituing Walang Ningning                                              | وثائق ستار ووثائق فيفا | البلاتين    |
| 2006.   | Hotsilogهوتسيلوج                                                     | وثائق ستار             | 2x البلاتين |
| 2007    | سوبر ستار كبير نسبيا Little Big Superstar                            | وثائق ستار ووثاءق فيفا | الذهب       |
| 2007    | Pangarap Na Bituin بانجاراب نا بيتون                                 | وثائق ستار ووثائق فيفا | البلاتين    |
| 2008    | أو بى امOPM                                                          | وثائق فيفا             | البلاتين    |
| 2009    | في حياتي (أو اس تى)In My Life (OST)                                  | وثائق ستار             |             |
| 2009    | تذكر......كورى Remembering...... Cory كوري                           | وثائق ستار             |             |

## قائمة الأفلام

### أفلامها السينمائية
| عام     | الاسم                  | الدور                        | كمنتج                  | ملاحظات |
| 2010    | شخص مثلك               | لايدا ماجتالاسLaida Magtalas | سينما ستار وأفلام فيفا | الجزء الثاني لفيلم غيرت حياتي |
| 2009    | غيرت حياتي             | لايدا ماجتالاسLaida Magtalas | سينما ستار وأفلام فيفا | الجزء الثاني لفيلم حالة حب خاصة جدا |
| 2008    | حالة حب خاصة جدا       | لايدا ماجتالاسLaida Magtalas | سينما ستار وأفلام فيفا | أول بطولة فيلم / فيلم ساره هيرونيمو وأول فريق متابعة ساره هيرونيمو وجون لويد كروز في فيلم بعد نجاح فريق المتابعة في عرض برنامج تلفزيوني حلقة"Maalaala Mo Kaya "Kwintas" أيلول / سبتمبر الماضي 8 2006            |
| (2004). | Lastikman: Unang Banat | لارا مانويل                  | أفلام فيفا             | الدخول الرسمي لأفلام فيفا لعام 2004 في مهرجان مانيلا مترو السينمائي |
| 2003    | كابتن باربيل           | مارا                         | أفلام ريجال            | بونج ريفيلا لعب شخصية اللقب بفيلم الكابتن باربيل عام 2003، مما يجعل منه أول فنان يلعب دور كلا من باربيل وبانداي. في الفيلم، يغير الأنا من الكابتن باربيل يدعى انتينج (الذي لعبته اوجى الكاسيد به Ogie Alcasid). |
| 2003    | الفلبينيات             | كاثلين                       | أفلام فيفا             | الدخول الرسمى لأفلام فيفا وحتى عام 2003 في مهرجان مانيلا مترو السينمائي |

### التلفزيون
| عام     | الاسم                                    | محطة                                 | الدور             |     |
| (2004). | نجمة ليلة Star For A Night               | اى بى سى IBC                         | نفسها             |     |
| (2004). | قواعد سوب SOP Rules                      | شبكة جى ام ايه                       | ضيف               |     |
| (2004). | النقرة click                             | شبكة جى ام ايه                       | ضيف               |     |
| (2004). | Magpakailanman                           | شبكة جى ام ايه                       | ضيف               |     |
| (2004). | ASAP Mania                               | أي بي إس-سي بي إن                    | ktsih             |     |
| (2004). | سارة : الأميرة المراهقة (مسلسل تلفزيوني) | أي بي إس-سي بي إن                    | سارة              |     |
| 2005    | SCQ Reload: Kilig Ako!                   | أي بي إس-سي بي إن                    | سارة              |     |
| 2005    | ASAP '05                                 | أي بي إس-سي بي إن                    | نفسها             |     |
| 2006.   | ASAP '06                                 | أي بي إس-سي بي إن                    | نفسها             |     |
| 2006.   | Bituing Walang Ningning                  | أي بي إس-سي بي إن                    | دورينا بينيدا     |     |
| 2006.   | حلقة MMK Kwintas                         | أي بي إس-سي بي إن                    | روز ايرا          |     |
| 2007    | ASAP '07                                 | أي بي إس-سي بي إن                    | نفسها             |     |
| 2007    | Pangarap Na Bituin                       | أي بي إس-سي بي إن                    | اميرالد غوميز     |     |
| 2008    | ASAP '08                                 | أي بي إس-سي بي إن                    | نفسها             |     |
| 2009    | ASAP '09                                 | أي بي إس-سي بي إن                    | نفسها             |     |
| 2010    | Kadenang Bulaklak (مسلسل تلفزيوني)       | Sineserye Present: Kadenang Bulaklak | أي بي إس-سي بي إن | TBA |

## حفلات موسيقية وأفلام دي في دي
| عام  | الاسم                               | سجل تسمية             | الشهادات                                |
| 2005 | الجانب الآخرThe Other Side          | وثائق فيفا            | 1x البلاتين                             |
| 2008 | الرقصة In Motion                    | وثائق فيفا            | 1x البلاتين                             |
| 2008 | حالة حب خاصة جداA Very Special Love | أفلام فيفا سينما ستار | رابع أعلى معدل لفيلم فلبيني على الإطلاق |
| 2009 | غيرت حياتي You Changed My Life      | أفلام فيفا سينما ستار | أعلى معدل فيلم فلبيني على الإطلاق       |
| 2009 | التالى The Next One                 | وثائق فيفا            | 1x البلاتين                             |

## الجوائز والتقديرات
- بروش PLDT التعريف («توكلاس تالينو» حفلة هوول اوف فايم الموسيقية)
- بطل نجمة ليلة
- الفتاة الصاعدة 2003
- مغنية جمهورية الفلبين مدينة مانيلا والممثلة التلفزيونية أو السينمائية
- المغنية الواعدة في الجائزة التاسعة بنادي الصحافة الوطني
- الممثلة الواعدة: جائزة السنوي لجوائز اندر في التميز سنة 2003
- المغنية الواعدة: «غييرمو مندوزا الجوائز التذكارية (جوائز شباك التذاكر 43)»
- ممثلة الترفيه الواعدة «جوائز اليو»
- الفائز بجائزة بينافيدس (مقدمة لخريجى جامعة ستو توماس)
- سيبتيبل (7x) إحصاءات ألبوم بوب ستار "حلم تحقق
- الدور النموذجى للإناث من الشباب قي مجال الترفيهGawad KKK 2004
- مواطنوا مانيلا المتميزون لعام الميدالية: جوائز 2004
- اللوحة المعلقة للمساهمة في مجال الفنون المسرحية: القائمة 2004
- أفضل أداء تسجيل جديد: جوائز اويت 2004
- أفضل فيديو الرقص، سا ايو: اويت جوائز 2004
- أفضل أداء لأنثى تسجيل جديد الفنان: جوائز اويت 2004
- أفضل أغنية راقصة «سا ايو»: جوائز الو2004
- جوائز اختيار أطفال نيكيلوديون
- جمهور العام: مجلة شعب آسيا
- اناث الترفيه عن السنة: الجواد أمريكاGawad America 2005
- تسجيل فنانات السنة: بوكس اوفيس الترفيه جوائز عام 2005
- أفضل فنانة شابة في «آسيا والمحيط الهادئ لجوائز الامتياز للعام 2005»
- جائزة الإناث (نجمة البوب حلم تحقق، ستة عشر حلوة، نجمة ليلة): أول اسطوانة بلاتين
- الثلاثي البلاتين لألبوم «ستة عشر حلوة»
- تسجيل فنانات السنة: بوكس اوفيس الترفيه لعام 2006
- اسطوانة بلاتين لألبوم «التحول»
- أفضل برنامج تلفزيوني (Bituing Walang Ningning): جوائز اختيار مشاهدى البوب 2006
- أفضل موضوع لأغنية تلفزيونية (Bituing Walang Ningning جوائز لاختيار عرض أي اس أي بى البوب 2006
- أفضل مثلة تلفزيون (Bituing Walang Ningning جوائز لاختيار عرض أي اس أي بى البوب 2006
- أفضل برنامج تلفزيوني ((Bituing Walang Ningning جوائز لاختيار عرض أي اس أي بى البوب 2006
- اسطوانة البلاتين لألبوم «الجانب الآخر؛ لايف»
- جائزة اختيار مغنية الأطفال آنغ بيناكا نا: آنغ بيناكا QTV11 2006
- أحسن شخصية تلفزيونية: شعار تلفزيون اناك لعام 2006
- جائزة احسن فنانة (التحول، الجانب الآخر: لايف): جائزة البلاتين الثانية ASAP
- أفضل برنامج منوعات «ليتل بيغ ستار»: KBP جوائز غولدن دووف العشرين
- جائزة احسن فنانة (رحلة الطيران): جائزة أول ASAP 24k
- ممثلة أفضل أداء للعام (قدر حبي): اختيار جائزة مشاهدوا البوب ASAP 2007
- احسن شخصية تلفزيونية: لتلفزيون اناك لعام 2007
- احسن مغنية في السنة: مجلة ييس 2007
- ألبوم السنة (التحول): جائزة أول أغنية OPM لعام 2007
- جائزة يوم أمريكا والفلبين للصداقة والترفيه 2007
- مجلة الشعب الآسيوية لعام 2007
- جائزة اختيار اسطوانة البلاتين الثالثة ASAP
- جائزة احسن مغنية حفلات: جوائز بوكس وفيس للترفيه لعام 2008
- المطرب المفضل في السنة: جائزة موسيقى ميكس 2008
- احسن فنانة مفضلة: جائزة موسيقى ميكس عام 2008
- الأغنية المفضلة في السنة (اكوا): جائزة موسيقى ميكس 2008
- احسن أغنية: جوائز موسيقى ميكس لعام 2008
- ألمع مغنية جوائز اختيار مجلات الجمهور
- الأشهر جاذبية بالمركز 45 ([ FHM من بين أجمل 100 من الفلبينيات)
- اسطوانة البلاتين لألبوم «رحلة الطيران»
- الجائزة البلاتينية ل دي في دي «سارة هيرونيمو؛ عن الجانب الآخر»
- الجائزة البلاتينية لدي في دي عن «رقصة سارة هيرونيمو».
- المغنية الصاعدة في «جوائز نادي الصحافة الوطني التاسع»
- اختيار جائزة مشاهدوا البوب 2008—ألبوم البوب / رحلة الطيران
- PVCA 2008—أغنية البوب / حالة حب خاصة جدا
- PVCA 2008—فنانة بوب
- PVCA 2008—موضوع أغنية البوب / حالة حب خاصة جدا
- PVCA 2008—بوب فيلم حالة حب خاصة جدا
- PVCA 2008—أداء أفضل مغنية بوب في فيديو
- PVCA 2008—موضوع أغنية البوب التلفزيونية song/Pangarap na Bituin
- جوائز اويت عام 2008 -- «ايكوا»—أغنية العام
- احسن شخصية تلفزيونية: تلفزيون اناك لعام 2008
- اسطوانة البلاتين 2008—حفلة SGIM (البلاتين المعتمدة)
- جوائز حلقة البلاتين 2008—حفلة دي في دي (البلاتين المعتمد)
- جوائز حلقة البلاتين 2008—ألبوم رحلة الطيران (البلاتين المزدوجة)
- جوائز حلقة البلاتين 2008—ألبوم انا فقط (البلاتين المعتمد)
- جوائز ييس لاختيار احسن نجمة تالية 2008
- كما منحت جائزة اس ام ملكة سينما بوكس اوفيس عن فيلم "حالة حب خاصة جدا"
- جوائز اختيار جمهور الطلاب «الفيديو الأكثر شعبية حالة حب خاصة جدا»
- الخامس USTv جوائز اختيار الطلاب «الأكثر شعبية الموسيقى والفيديو عن حالة حب خاصة جدا»
- المطرب المفضل من السنة: جوائز موسيقى ميكس 2009
- فنانة المفضلة: جائزة موسيقى ميكس 2009
- أفضل موسيقى تصويرية (AVSL): جوائز موسيقى ميكس 2009
- أفضل طبعة ثانية (AVSL): جوائز موسيقى ميكس 2009
- أفضل فيديو (AVSL): جوائز موسيقى 2009 ميكس
- أفضل حفلة: Mجوائز موسيقى ميكس 2009
- بوكس اوفيس كوين (AVSL): جوائز الترفيه بوكس اوفيس الاربعين (من مؤسسة المنح الدراسية جوليرمو مندوزا التذكارية)
- أفضل حفلة عن السنة (التالى): جوائز بوكس اوفيس للترفيه
- أفضل تسجيل فنانة السنة (رحلة الطيران): جوائز بوكس اوفيس الاربعين للترفيه
- اسطوانة البلاتين لألبوم «أو بى ام: ساره هيرونيمو»
- أفضل مطربة في السنة: جوائز موسيقى 1st WAKI OPM
- نجمة الليل: 2009 جوائز الأفلامPMPC
- مايطلبه المستمعون: الجائزة الأولى في موسيقى راديو الفلبين.
- أفضل مغنية (ماغنوليا): شركة سان ميغويل.
- الجائزة البلاتينية لدي في دي ساره هيرونيمو: التالى".
- المرأة الأكثر جمالا في العالمFHM'S الثامن والعشرين.
- معاينة مجلة اختيار القارئ: ستايل ستار.

## الروابط الخارجية
- الموقع الرسمي لساره هيرونيمو
- ساره جيرونيمو على موقع IMDb (الإنجليزية)
- ساره جيرونيمو على موقع ألو سيني (الفرنسية)
- ساره جيرونيمو على موقع ميوزك برينز (الإنجليزية)
- ساره جيرونيمو على موقع أول ميوزيك (الإنجليزية)
- ساره جيرونيمو على موقع ديسكوغز (الإنجليزية)
- ساره جيرونيمو على موقع قاعدة بيانات الفيلم (الإنجليزية)
- ساره جيرونيمو على موقع كينوبويسك (الروسية)